# Władysław Neubelt
Władysław Józef Neubelt (ur. 1 lutego 1879 w Elżbietowie lub 5 lutego 1879 w Warszawie, zm. 9 lipca 1965 w Krakowie) – aktor i dyrektor sceniczny, powiązany z teatrami w Warszawie i Krakowie. Miał też kilka małych ról filmowych. Jest uważany za aktora, który zagrał w dwóch niemych filmach krótkometrażowych z 1902 roku, Przygoda dorożkarza i Powrót birbanta. Takowe filmy, autorstwa Kazimierza Prószyńskiego, są jednymi z najstarszych znanych produkcji filmowych wykonanych w Polsce.

## Biografia

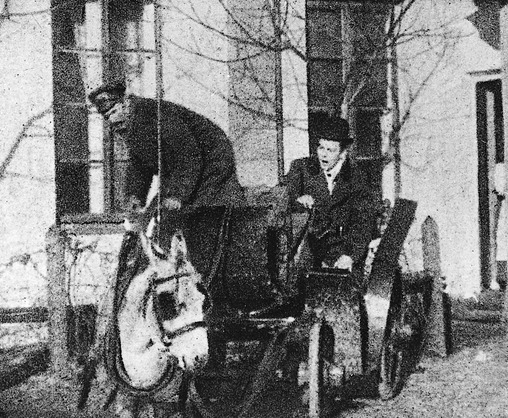
Scena z krótkometrażowego filmu niemego Przygoda dorożkarza z 1902 roku, w którym Neubelt prawdopodobnie zagrał rolę dorożkarza.

Władysław Józef Neubelt najprawdopodoniej urodził się 1 lutego 1879 w Elżbietowie, w Królestwie Polskim. Niektóre źródła podają alternatywnie jego datę i miejsce narodzin jako 5 lutego 1879 w Warszawie. Był synem Józefa Neubelta i Katarzyny Neubelt (z domu Czeszajko). Ukończył gimnazjum w Siedlcach, a w 1900 zdał szkole dramatyczną w Warszawie. Zadebiutował teatralnie 22 kwietnia 1900 roku w Teatrze Letnim w Warszawie. Podczas swojej kariery aktorskiej grał w różnych teatrach, głównie w Warszawie, ale także w Łodzi, Lublinie i Krakowie.
Neubelt również grał w filmach. Uważa się, że odegrał rolę dorożkarza w dwóch niemych filmach krótkometrażowych z 1902, zatytułowanych Przygoda dorożkarza i Powrót birbanta. Obie produkcje były wykonane przez Kazimierza Prószyńskiego, i są jednymi z najstarszych znanych filmów wykonanych w Polsce. To by oznaczało, że Neubelt, wraz z Kazimierzem Junoszą-Stępowskim, byli jednymi z pierwszych aktorów grających w polskiej produkcji filmowej. Grał też w dwóch niemych filmach autorstwa Pawła Puszkina, którymi były: Uczta z 1904 i W Wilanowie z 1905. Później, w latach 30., miał kilka mniejszych ról w produkcjach długometrażowych. Zagrał w filmach Dziesięciu z Pawiaka (1931), Księżna Łowicka (1932), Dziewczyna szuka miłości (1938) oraz Geniusz sceny (1939).
Przestał grać wraz z wybuchem II wojny światowej we wrześniu 1939 roku. Podczas wojny pracował jako kelner w warszawskiej kawiarni. Po zakończeniu powstania warszawskiego przeprowadził się do Krakowa, gdzie od 1945 grał w Teatrze im. Juliusza Słowackiego. W tym samym roku przeprowadził się do Poznania, gdzie zaczął grać w Teatrze Polskim. W 1948 przeprowadził się z powrotem do Krakowa, gdzie dołączył do Miejskich Teatrów Dramatycznych. Grał w nich do 1958 roku, od kiedy to zaczął występować w Starym Teatrze im. Heleny Midzejewskiej.
W 1951 zagrał w filmie Młodość Chopina. W latach 50. pracował też jako aktor radiowy.
Neubelt był członkiem Związku Artystów Scen Polskich, począwszy od jego założenia w 1918 roku. W 1959 otrzymał tytuł zasłużonego członka. Przeszedł na emeryturę w 1962. Zmarł 9 lipca 1965 roku w Krakowie.

## Życie prywatne
Był dwukrotnie żonaty. Jego pierwszą żoną była Antonina Neubelt, a drugą Klara Pachman, którą poślubił w 1934.

## Filmografia
| Rok  | Tytuł                    | Rola                              | Uwagi                                       | Źródła            |
| ---- | ------------------------ | --------------------------------- | ------------------------------------------- | ----------------- |
| 1902 | Przygoda dorożkarza      | Dorożkarz                         | Film niemy krótkometrażowy; udział niejasny | [ 5 ] [ 2 ] [ 6 ] |
| 1902 | Powrót birbanta          | Dorożkarz                         | Film niemy krótkometrażowy; udział niejasny | [ 5 ] [ 2 ] [ 6 ] |
| 1904 | Uczta                    |                                   | Film niemy krótkometrażowy                  | [ 5 ] [ 2 ] [ 6 ] |
| 1905 | W Wilanowie              |                                   | Film niemy krótkometrażowy                  | [ 5 ] [ 2 ] [ 6 ] |
| 1931 | Dziesięciu z Pawiaka     | Przewodniczący sądu               | Niewymieniony w napisach                    | [ 5 ] [ 2 ] [ 6 ] |
| 1932 | Księżna Łowicka          | Dworzanin odczytujący dekret cara |                                             | [ 5 ] [ 2 ] [ 6 ] |
| 1938 | Dziewczyna szuka miłości | Uczestnik przyjęcia z kieliszkiem |                                             | [ 5 ] [ 2 ] [ 6 ] |
| 1939 | Geniusz sceny            | Uczestnik wykładu                 |                                             | [ 5 ] [ 2 ] [ 6 ] |
| 1951 | Młodość Chopina          | Sołtys                            | Niewymieniony w napisach                    | [ 5 ] [ 2 ] [ 6 ] |